# Коралови острови
 Тази статия е за основна територия на Австралия.  За тип острови вижте Коралов остров.  
Коралови острови (на английски: Coral Sea Islands) територия, която включва група от малки и предимно необитаеми тропически острови и рифове в Коралово море, североизточно от австралийския щат Куинсланд. Всички тези острови се явяват външни територии на Австралия.

## География
Островите се намират се в Коралово море, на североизток от Куинсланд, Австралия. Общата площ е 780 000 km², а само на сушата – 8 км². Те се намират на изток и юг от Големия бариерен риф и включват островите Хералд и Бейкън, рифовете Оспрей, групата острови Уилис и още петнадесет групи рифове и острови. Някои от по-големите островни групи са Чилкут, Коринга, Уилис и др. От 1982 г. островите Коринга са национален природен резерват. Нямат постоянно население.

## История
През 18 – 19 век дъното на Кораловото море е било истинско гробище на изгубени кораби, което представлява много сериозна опасност за моряците. През 1921 г. на островите Уилис е инсталирана метеорологична станция. През 1969 г. островите са обявени за австралийска територия. От 1982 г. рифовете Лихоу и Коринга, а от 1987 г. – рифовете Елизабет и Мидлтън Сейлор са обявени за австралийски национални резервати.

## Население
Единственият обитаван остров е остров Уилис. Населението е нестабилно: това са служителите на метеорологичните станции и фаровете, работещи на ротационен принцип (4 души, оценка от 2018 г.)